# تشهل أسياب
تشهل‌ أسياب هي قرية في مقاطعة أشنوية، إيران. يقدر عدد سكانها بـ 147 نسمة بحسب إحصاء 2016.